# Vector-06C

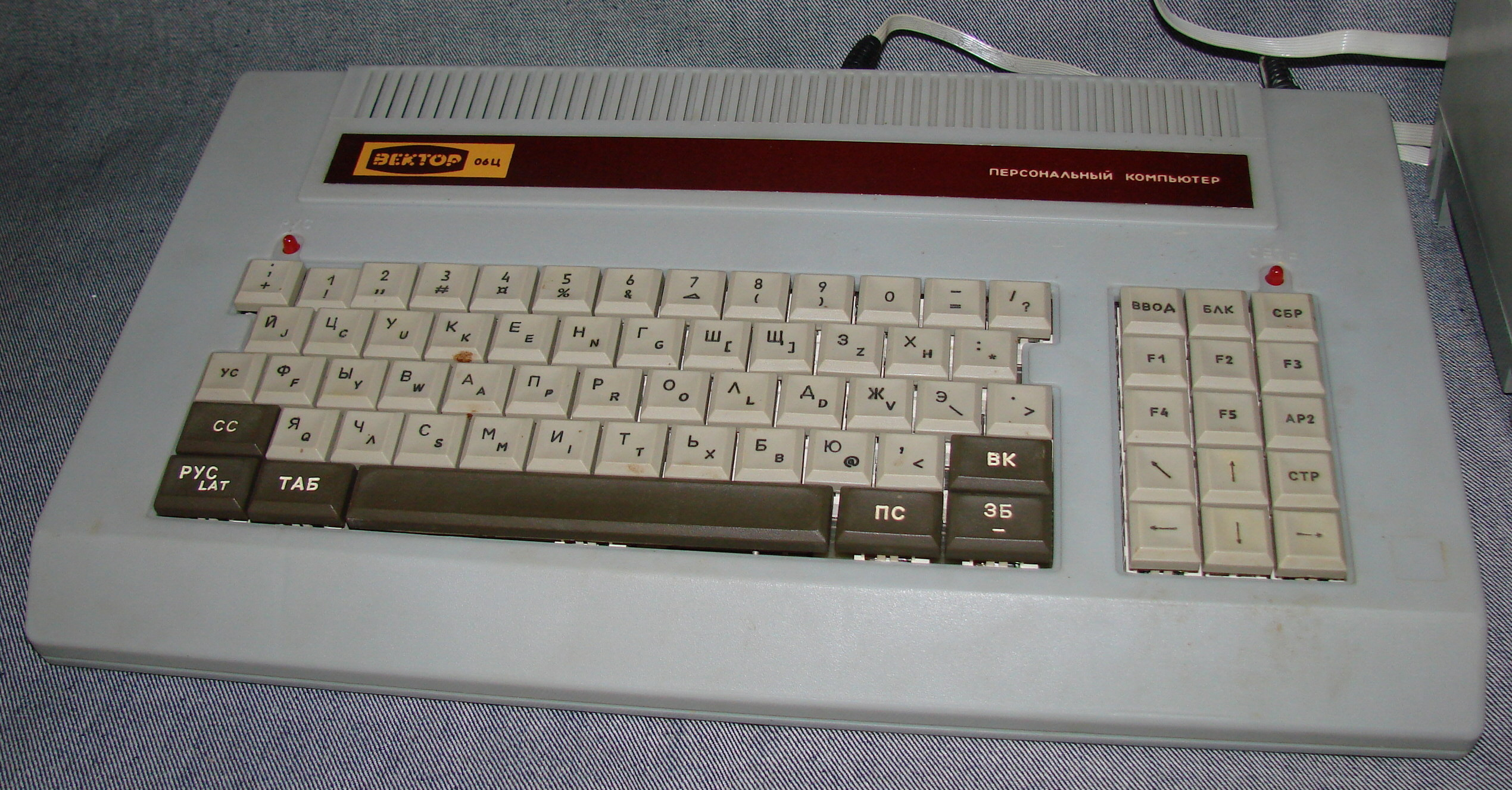
Vector-06C

Vector-06C (în rusă Вектор-06Ц) este un computer personal, proiectat și produs în masă în URSS în a doua jumătate a anilor 1980.

## Istoric

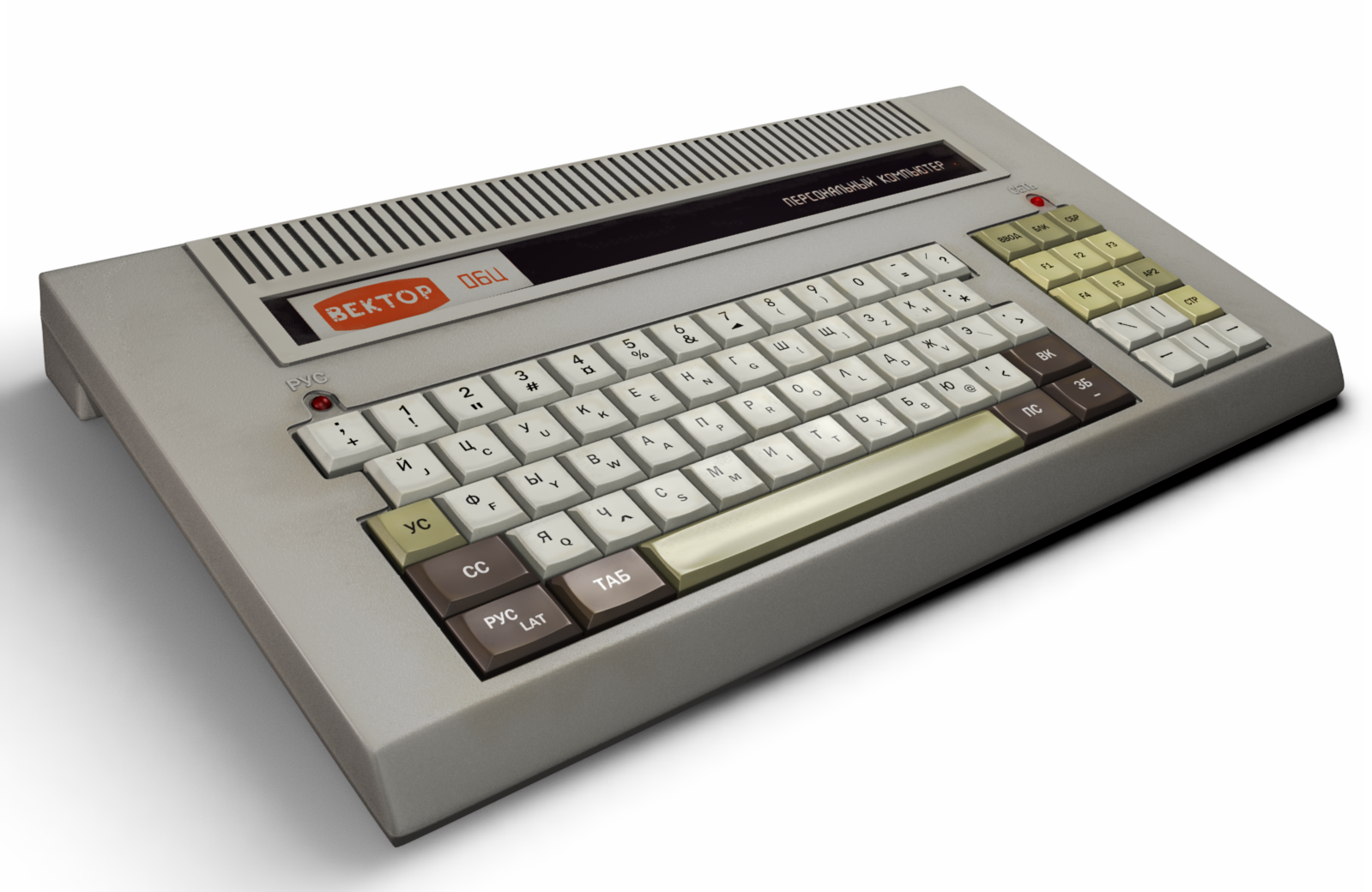

Vector-06C a fost creat de inginerii Donat Temirazov și Alexandr Sokolov din Chișinău, RSS Moldovenească. La cea de-a 33-a Expoziție Radio Unională proiectul a obținut premiul mare. La scurt timp, modelul Vector-06C a început să fie produs la fabrica «Счётмаш» din Chișinău, apoi și la alte fabrici din alte orașe ale Uniunii Sovietice. În 1988 Vector-06C a fost premiat la expoziția unională «ВДНХ». 
S-au produs modele modificate cu CPU-ul adoptat Zilog Z80 sau cu CPU-ul sovietic unic KR580VM1. A fost lansat și un proiect comercial, numit Vector Turbo+, cu un CPU Z80, frecvența de tact ridicată până la 6 sau 12 MHz, memoria RAM de 2 MiB și alte îmbunătățiri.

## Hardware
CPU: KR580VM80A (clonă Intel 8080), overclockat din uzină la 3 MHz (frecvența standard era de 2.5 MHz);
Buss-uri: 8-bit data bus, 16-bit address bus;
Memorie: 64 KiB RAM, până la 32 KiB putea fi folosită ca memorie video; 2048 B ROM (512 B în modelele anterioare);

### Video

Structura memoriei video la Vector-06C

Sistemul video suporta următoarele moduri:
- 256×256 pixeli, 16 culori afișate simultan dintr-o paletă de 256
- 512×256 pixeli, 4 culori afișate simultan dintr-o paletă de 256 culori
- 256×256 sau 512×256 monochrome (memory saving mode)

## Software
Vector-06C nu avea software inclus implicit. La comercializare, în setul Vector-06C mai intra o casetă cu utilitar de sistem și jocuri video.
Datorită capacităților sale grafice, Vector era apreciat mai ales ca mijloc de divertisment, el depășind la acest capitol multe alte PC-uri sovietice.
Au fost create sute de jocuri pentru acest computer. Multe din ele au fost portate de la standardul MSX (Rise Out, Putup, Alibaba, Eric, Binary Land, Pacman, Pairs, Stop the express ș.a.), altele de la ZX Spectrum și IBM PC (Exolon, Color Lines, Boulder Dash, Cybernoid, Filler, Best of the Best ș.a.). Multe jocuri au fost dezvoltate special pentru Vector: Ambal, Adskok, Grotohod, Poliot, Planet of Birds, Sea Hunter, Death Fight, Cyber Mutant ș.a.

Jocuri pentru Vector-06C
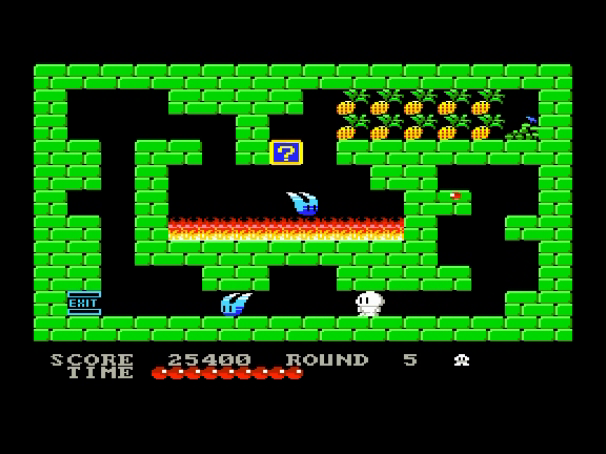
«Putup»
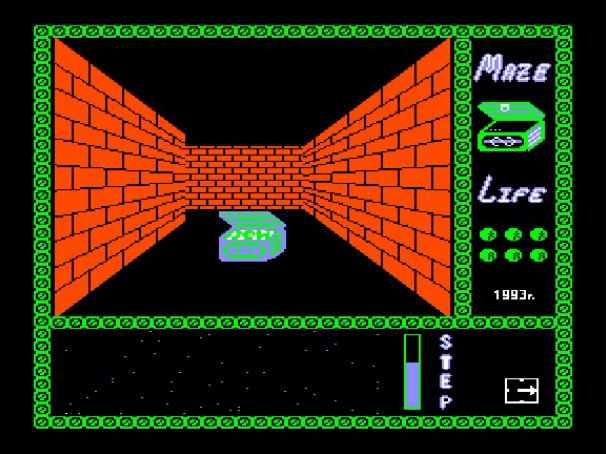
«Maze» – joc pseudo-3D
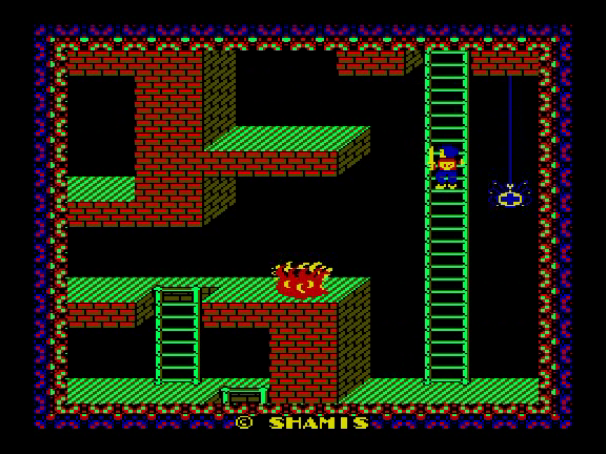
«Гротоход»
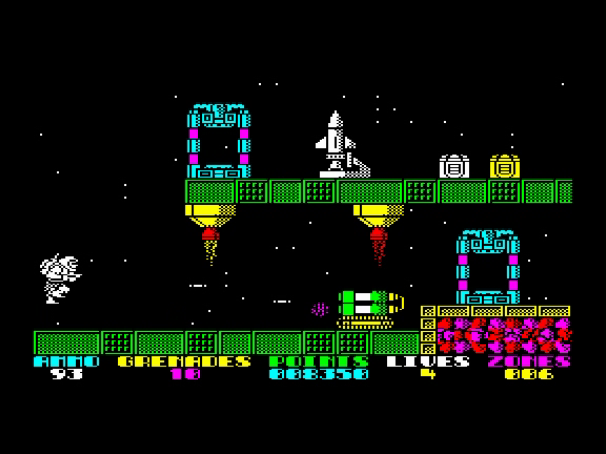
«Exolon»
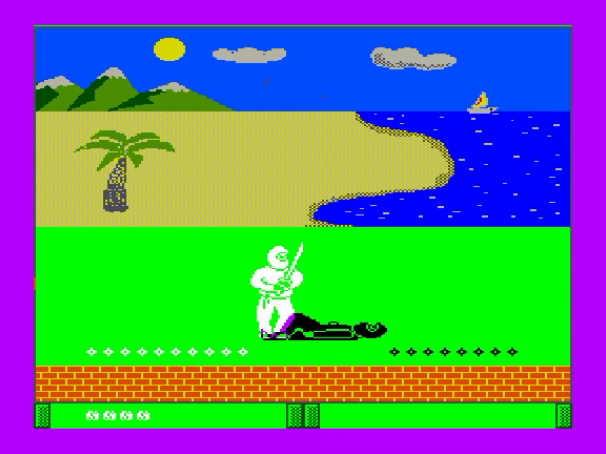
«Самурай»
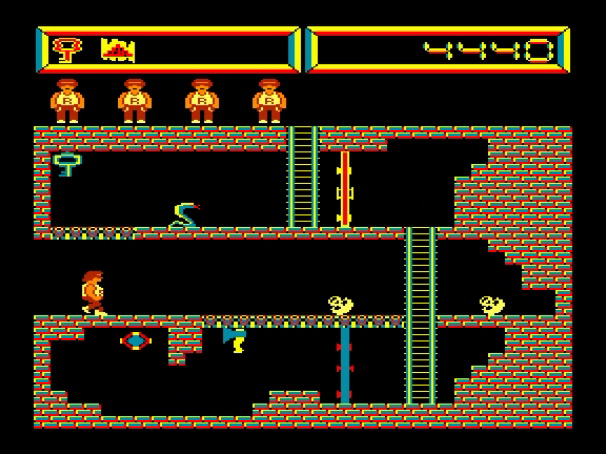
«Амбал»